# Мейсон (округ, Іллінойс)
Шаблон:StateAbbr_ 40°14′ пн. ш. 89°55′ зх. д. / 40.24° пн. ш. 89.91° зх. д.
Округ  Мейсон (англ. Mason County) — округ (графство) у штаті  Іллінойс, США. Ідентифікатор округу 17125.

## Історія
Округ утворений 1841 року.

## Демографія
За даними перепису 
2000 року 
загальне населення округу становило 16038 осіб, зокрема міського населення було 6464, а сільського — 9574.
Серед мешканців округу чоловіків було 7859, а жінок — 8179. В окрузі було 6389 домогосподарств, 4563 родин, які мешкали в 7033 будинках.
Середній розмір родини становив 2,93.
Віковий розподіл населення поданий у таблиці:
| Стать    | До 15 років | 15-21 | 22-29 | 30-39 | 40-49 | 50-65 | 65-85 | Понад 85 |
| -------- | ----------- | ----- | ----- | ----- | ----- | ----- | ----- | -------- |
| Чоловіки | 1647        | 734   | 700   | 1050  | 1205  | 1346  | 1063  | 114      |
| Жінки    | 1555        | 708   | 681   | 1057  | 1160  | 1423  | 1317  | 278      |

## Суміжні округи
- Фултон — північ
- Тазвелл — північний схід
- Лоґан — південний схід
- Менард — південь
- Кесс — південний захід
- Скайлер — захід

## Виноски
1. ↑  U.S. Decennial Census. United States Census Bureau. Архів оригіналу за 26 квітня 2015. Процитовано 7 липня 2014.
2. ↑  Historical Census Browser. University of Virginia Library. Архів оригіналу за 11 серпня 2012. Процитовано 7 липня 2014.
3. ↑  Population of Counties by Decennial Census: 1900 to 1990. United States Census Bureau. Архів оригіналу за 24 квітня 2014. Процитовано 7 липня 2014.
4. ↑  Census 2000 PHC-T-4. Ranking Tables for Counties: 1990 and 2000 (PDF). United States Census Bureau. Архів (PDF) оригіналу за 18 грудня 2014. Процитовано 7 липня 2014.
5. ↑  State & County QuickFacts. United States Census Bureau. Архів оригіналу за 7 червня 2011. Процитовано 7 липня 2014.(англ.) Наведено за англійською вікіпедією.
6. ↑  American FactFinder. Бюро перепису населення США. Архів оригіналу за 26 лютого 2012. Процитовано 31 січня 2008.

| США | Це незавершена стаття з географії США. Ви можете допомогти проєкту, виправивши або дописавши її. |